# Sega 32X
Sega 32X (スーパー32X?) este o extensie pe 32 de biți pentru consolă de jocuri video Sega Mega Drive, dezvoltată de Sega și lansată pe 21 noiembrie 1994 în America de Nord, 3 decembrie 1994 în Japonia și ianuarie 1995 în Europa.